# András Sike
András Sike (* 18. června 1965 Eger, Maďarsko) je maďarský zápasník, reprezentant v zápase řecko-římském.
V roce 1988 vybojoval na olympijských hrách v Soulu zlatou medaili ve váhové kategorii do 57 kg, na hrách v Barceloně o čtyři roky později skončil ve stejné kategorii na 10. místě.